# Mikko Wuoti
Mikko Ilmari Eelis Wuoti, född 26 januari 1924 i Åbo, död 25 februari 1997 i Helsingfors, var en finländsk industriman.
Wuoti blev forstmästare 1948. Han var 1955–1973 VD för K.E. Blomberg Ab och 1972–1976 för Sahojen myyntikeskus Oy. Han var 1973–1980 VD för andelslaget Metsäliitto och blev 1980 chefdirektör för Metsäliittokoncernen. År 1975 erhöll han bergsråds titel.